# Уотсон, Уильям (шахматист)
Уильям Николас Уотсон (англ. William Nicholas Watson; род. 18 апреля 1962, Багдад) — английский шахматист, гроссмейстер (1990).
В составе сборной Англии участник 28-й Олимпиады (1988) в Салониках. Долго был неактивен как игрок. Является адвокатом по налогам и партнером в международной юридической фирме.

## Изменения рейтинга
| Графики недоступны из-за технических проблем. См. информацию на Фабрикаторе и на mediawiki.org. |